# Petite rivière aux Rats (La Tuque)
 (indiquez la date de pose grâce au paramètre date).
Pour les articles homonymes, voir Rivière aux Rats.
Ne doit pas être confondu avec Petite rivière aux Rats (rivière aux Rats).
La Petite rivière aux Rats un affluent de la rivière aux Rats situé dans le territoire forestier de La Tuque, dans la région administrative de la Mauricie, au Québec, au Canada.
Cette rivière de 16,1 km coule en plein territoire forestier et montagneux, puis en territoire agricole à partir du lac Pierre-Antoine. Dans ce secteur, la foresterie a été la principale activité économique, à partir du milieu du XIXe siècle. Puis les activités récréo-touristiques ont été mises en valeur. La surface du lac est habituellement gelée de novembre à avril ; néanmoins, la glace est généralement suffisamment solide pour la circulation de la mi-décembre à la fin mars.

## Géographie
La Petite rivière aux Rats prend sa source au lac Alphida lequel est long de 1,7 km dans l'axe nord-sud ; largeur maximale 380 m ; altitude de 271 m. Ce lac reçoit les eaux de quatre petits lacs environnants (altitude de : 345 m, 327 m, 302 m et 291 m) comportant des milieux humides, en pleine région forestière et montagneuse. Le lac Alphida est situé à :
- 1,5 km de la rivière Vermillon,
- 1 km au sud-est du lac au Rat lequel se déverse vers le nord dans la rivière Vermillon,
- 4 km au nord-ouest du lac aux Rats (tête de la rivière aux Rats),
- 12,4 km au nord-ouest du lac Cinconcine, et
- 2,1 km au sud de l'embouchure de la rivière Coucoucache (située sur la rive nord de la rivière Vermillon].

La vallée de la Petite rivière aux Rats est dans le même axe que la vallée de la rivière Coucoucache située symétriquement au nord. Les bassins versants aux alentours de la rivière sont :
- du côté est : le bassin versant du lac aux Rats et du lac Blazer ;
- du côté nord : la  rivière Vermillon ;
- du côté ouest : le ruisseau Loken.

L'embouchure du lac Alphida est située sur sa pointe sud. La Petite rivière aux Rats coule a priori vers le sud sur 1,8 km où elle rencontre la décharge (longue de 660 m) d'un lac sans nom (altitude de 266 m), venant de l'est. Puis, elle coule sur un autre 1,1 km où elle rencontre une décharge de deux ruisseaux venant de l'ouest. Après un autre segment vers le sud d'environ 280 m dans une zone humide, la rivière se déverse dans le lac sans nom (long de 1 km dans le sens nord-sud, par 240 m de largeur maximale ; altitude de 256 m). Ce lac se déverse lui aussi par sa pointe sud. La rivière descend alors vers le sud sur un autre segment de 2,4 km, sans y recueillir de ruisseaux. La rivière se déverse alors dans le lac Pierre-Antoine (long de 2 km orienté vers le sud-ouest ; largeur de 740 m ; altitude de 253 m). Ce lac reçoit par l'ouest la décharge de deux petits lacs.
De là, la rivière reprend son cours par le sud-est du lac Pierre-Antoine sur 1..6 km vers le sud, où la rivière traverse un milieu humide en arrivant au lac à l'Orignal (long de 1,6 km, par 840 m de largeur maximale ; altitude de 247 m). Ce dernier se déverse par le sud par une petite décharge de 400 m qui rejoint le "Petit lac aux Rats" (long de 2,0 km orienté vers le sud-est et large de 760 m). Ce lac est à 1,75 km au sud-ouest du lac aux Rats. La rivière poursuit sa descente vers le sud sur 2,2 km où elle se déverse dans la rivière aux Rats (Mauricie) dans une zone à milieu humide, à 3,5 km en aval de l'embouchure du lac aux Rats, lequel constitue le plan d'eau principal à la tête de la rivière. Le second plan d'eau de tête est le lac Blazer, lequel reçoit les eaux de quelques petits lacs environnants.

## Toponymie
Les toponymes Petite rivìere aux Rats, rivière aux Rats et lac aux Rats sont interreliés.
La Banque des noms de lieux de la Commission de toponymie du Québec comporte trois toponyme Petite rivìere aux Rats. Ce toponyme fait surtout référence aux rats musqués, lesquels vivent près de petits cours d'eau. Ils étaient chassées dans les campagnes d'Amérique jusqu'au milieu du XXe siècle pour leur peau qui servait à fabriquer du cuir. Au Canada, le recensement général de 1851 compilait des statistiques de peaux de rats musqués obtenus par les familles.
Le toponyme Petite rivière aux Rats a été officialisée le 5 décembre 1968 à la Commission de toponymie du Québec.